# David Sossenheimer
David Sossenheimer (* 21. Juni 1996 in Erlenbach am Main) ist ein deutscher Volleyball- und Beachvolleyballspieler.

## Karriere Halle
Sossenheimer spielte in seiner Jugend Volleyball in seiner unterfränkischen Heimat beim TV Mömlingen und gewann hier 2009 die Deutsche U14-Meisterschaft. 2011 erreichte er den 3. Platz bei der Deutschen U16-Meisterschaft ebenfalls mit seinem Heimatverein TV Mömlingen. 2013 wurde er sowohl Deutscher U18-, als auch U20-Meister mit dem TSV Mühldorf. Seit 2010 gehörte der Außenangreifer auch zum Juniorenteam von VCO Kempfenhausen, mit dem er in der Saison 2013/14 in der zweiten Bundesliga spielte. Sossenheimer wurde mit der Landesauswahl Bayern 2010, 2011 und 2012 Bundespokalsieger, und auch in der deutschen Jugendnationalmannschaft. 2013 gehörte Sossenheimer mit einem Zweitspielrecht auch zum Kader des Bundesligisten Generali Haching. Nach dem Rückzug der Hachinger wechselte er 2014 zum TV Bühl, mit dem er 2016 das DVV-Pokalfinale erreichte. Anschließend wechselte er zum deutschen Vizemeister VfB Friedrichshafen. In der deutschen Nationalmannschaft hatte Sossenheimer 2016 seine ersten Einsätze. Mit Friedrichshafen gewann er in der Saison 2016/17 den DVV-Pokal und wurde deutscher Vizemeister. In den nächsten beiden Spielzeiten 2017/18 und 2018/19 gab es weitere Pokalsiege und Sossenheimer wurde mit Friedrichshafen erneut Vizemeister. 2018 nahm Sossenheimer mit der DVV-Auswahl an der Nations League teil. 2019 wechselte er zum polnischen Verein MKS Będzin. 2020/21 spielte Sossenheimer bei Sir Safety Perugia und wurde italienischer Vizemeister. Danach wechselte er nach Frankreich, zunächst zu AS Cannes Volley-Ball und ein Jahr später zu Arago de Sète. 2024 beendete Sossenheimer aus gesundheitlichen Gründen seine Profikarriere.

## Karriere Beach
Sossenheimer war von 2010 bis 2013 auch im Beachvolleyball aktiv. Mit Pablo Karnbaum wurde er 2012 in Bostalsee deutscher U17-Meister. An der Seite des Leipzigers Niklas Rudolf wurde er 2013 deutscher U18-Vizemeister und gewann die Bronzemedaille bei der U18-Europameisterschaft in Maladsetschna (Belarus).

## Privates
Sossenheimer ist seit Juli 2024 verheiratet. Sein Vater Christian ist Trainer beim Frauen-Bundesligisten 1. VC Wiesbaden.